# 阿什林·墨菲之死
阿什林·墨菲（英語：Ashling Murphy；1998年7月6日—2022年1月12日）是一位23歲爱尔兰女教师和音乐家。她于2022年1月12日在奥法利郡的Cappincur被发现死在大運河岸边。

## 受害者
阿什林·墨菲出生在Tullamore附近的藍球，父母是Raymond和Kathleen，她有一個姐妹Amy和兄弟Cathal。 她在利默里克的玛丽一世学院获得了初级教学资格。从 2021年3月起，她在奥法利郡杜罗的一所愛爾蘭国立学校教授學生。她最終在跑步時被謀殺。

## 嫌犯
愛爾蘭和平衛隊宣布，他们相信墨菲并不认识肇事者。他们拘留了一名被懷疑与阿什林·墨菲之死有关的40岁男子。然而第二天，警方释放了該男子。 

## 反应
墨菲去世后，塔拉莫尔和爱尔兰各地的人们表示震惊和悲伤。
爱尔兰总理米哈爾·馬丁表示，爱尔兰社会不允许暴力，尤其是针对女性的暴力，这是不能也不会容忍的。
愛爾蘭司法部长Helen McEntee将墨菲之死的情况稱为“每个女人和每个家庭最糟糕的噩梦”。
爱尔兰妇女援助组织要求对男性对女性的暴力行为采取零容忍政策，并公布其编制的关于自1996年以来爱尔兰女性非正常死亡的统计数据。
在都柏林，爱尔兰全国妇女委员会组织了守夜活动，利默里克科克、戈尔韦、德里、蒂龍郡、阿馬郡和塔拉莫尔以及墨尔本、爱丁堡、伦敦、纽约和溫哥華等地均有悼念活動。爱尔兰总统麥克·希金斯也对墨菲一生表達敬意。